# Ararat Mirzoyan
Ararat Mirzoyán (en armenio: Արարատ Միրզոյան; Ereván, 23 de noviembre de 1979) es un político armenio, que se desempeñó como presidente de la Asamblea Nacional de Armenia desde enero de 2019 a agosto de 2021, cuando fue designado en el cargo de Ministro de Relaciones Exteriores de Armenia por el presidente Armén Sarkissian. Entre 2018 y 2019 fue vice primer ministro.

## Biografía
Antes de postularse como candidato político, trabajó en el Instituto-Museo del Genocidio Armenio, el Banco HSBC de Armenia, la Agencia de Noticias REGNUM y la Fundación Internacional para Sistemas Electorales.
Como miembro fundador del Contrato Civil, se postuló bajo la Alianza de Salida durante las elecciones parlamentarias de 2017 y fue elegido para representar el tercer distrito electoral, que consiste en los barrios de Malatia-Sebastia y Shengavit de Ereván.
Oponente de Serzh Sargsián, jugó un papel decisivo en la Revolución de Terciopelo en Armenia en 2018 contra la transición de Sargsián de presidente a primer ministro. En particular, el 11 de abril de 2018, encendió bengalas de humo durante un discurso en la Asamblea Nacional para llamar la atención sobre las protestas planificadas, que finalmente resultaron en la renuncia de Sargsián.
En mayo de 2018, después de que Nikol Pashinián reemplazara a Sargsián como primer ministro, Mirzoyán fue nombrado primer vice primer ministro bajo la nueva administración.
El 14 de enero de 2019 fue elegido presidente de la Asamblea Nacional de Armenia.
En la mañana del 10 de noviembre de 2020, manifestantes tomaron el edificio de la Asamblea Nacional y sacaron a Mirzoyán de un automóvil, exigiendo saber el paradero del primer ministro Pashinián, luego de conocerse el anuncio de un acuerdo de alto el fuego con Azerbaiyán unas horas antes para poner fin a la guerra del Alto Karabaj de 2020. Mirzoián fue golpeado por una turba y luego fue trasladado a un hospital, donde fue operado. Después se anunció que se encontraba en buenas condiciones.